# Wasan
Wasan (和算, Japanse wiskunde) is een aparte vorm van de wiskunde die ontwikkeld werd in Japan tijdens de Edoperiode (1603-1867). De term wasan komt van wa ("Japan") en san ("berekening") en werd bedacht in de jaren 70 van de 19de eeuw De term werd gebruikt om de inheemse Japanse wiskunde te onderscheiden van de Westerse wiskunde (洋算 yōsan).
Aan het begin van de Meijiperiode (1868–1912), opende Japan zich voor het Westen. De Japanse geleerden namen de Westerse wiskunde over waardoor de interesse in de ideeën achter wasan daalde.